# Veturius cephalotes
Veturius cephalotes is een keversoort uit de familie Passalidae. De wetenschappelijke naam van de soort is voor het eerst geldig gepubliceerd in 1825 door Le Peletier de Saint-Fargeau & Serville.